# Juan Bautista Llorens
Juan Bautista Llorens Albiol (Villarreal, Castellón, España, 28 de octubre de 1897 - Madrid, España, 17 de diciembre de 1937) fue un ciclista español. 
Se casó el 22 de agosto de 1929 con Ángeles Cantavella Moreno en Villareal, con quien tuvo sus hijos Ángeles Josefina Llorens Cantavella y Juan Bautista Llorens Cantavella.
En 1915 ganó el campeonato regional de velocidad y en carretera. Viajó al extranjero y fue el primer ciclista español en competir en América.
En 1921 se proclamó campeón de España de ciclismo de velocidad en Palma de Mallorca. Volvió a ganar este campeonato en 1922, 1923, 1924 y 1927.
Se proclamó campeón de España de ciclismo en Ruta en 1924 en Bilbao, y subcampeón en 1926. Se retiró en 1931.

## Homenajes
Un pabellón polideportivo y una calle de Villarreal llevan su nombre. Además, en su localidad se celebra una carrera ciclista llamada Memorial Juan Bautista Llorens en su honor. El 30 de noviembre de 1987 fue nombrado Hijo Predilecto de su ciudad natal.
El 9 de septiembre de 2004, la Vuelta a España le rindió homenaje al finalizar la etapa de aquella jornada.